# ペルリーニ
ペルリーニ（Perlini, Industrie Macchine Perlini S.p.A. ）は、イタリア、エミリア＝ロマーニャ州フォルリ＝チェゼーナ県ガレアータに本拠を構える主にホウルトラックの製造を行う建設機械メーカー。現在は産業機械系持ち株会社であるカンジャレオニ・グループ（Cangialeoni Group）傘下企業となっている。

## 歴史
1957年、ロベルト・ペルリーニ（Roberto Perlini）によって、ヴェローナ県、サン・ボニファーチョでロベルト・ペルリーニ機械建設ワークショップ（Officine Meccaniche Costruzioni Roberto Perlini）として創業する。この数年後には建設車両メーカーにおける主要企業の一社となっている。
1960年代初頭に機械部門とダンプ部門を立ち上げ事業を開始しており、1961年に初となるダンパー（dumper）の設計と試作車の製造を行った後、量産車の製造を開始している。また、この頃ペルリーニは中国との関係を構築しており、西側諸国としては初となる中国にホウルトラックを輸出した国となっている。中国はこのホウルトラックを使用した二灘大壩ダムや小浪底ダムなどの大型建設計画が開始されている。今日でも2,600台を超えるペルリーニの車両が稼働しており、各種建設現場で使用されている。

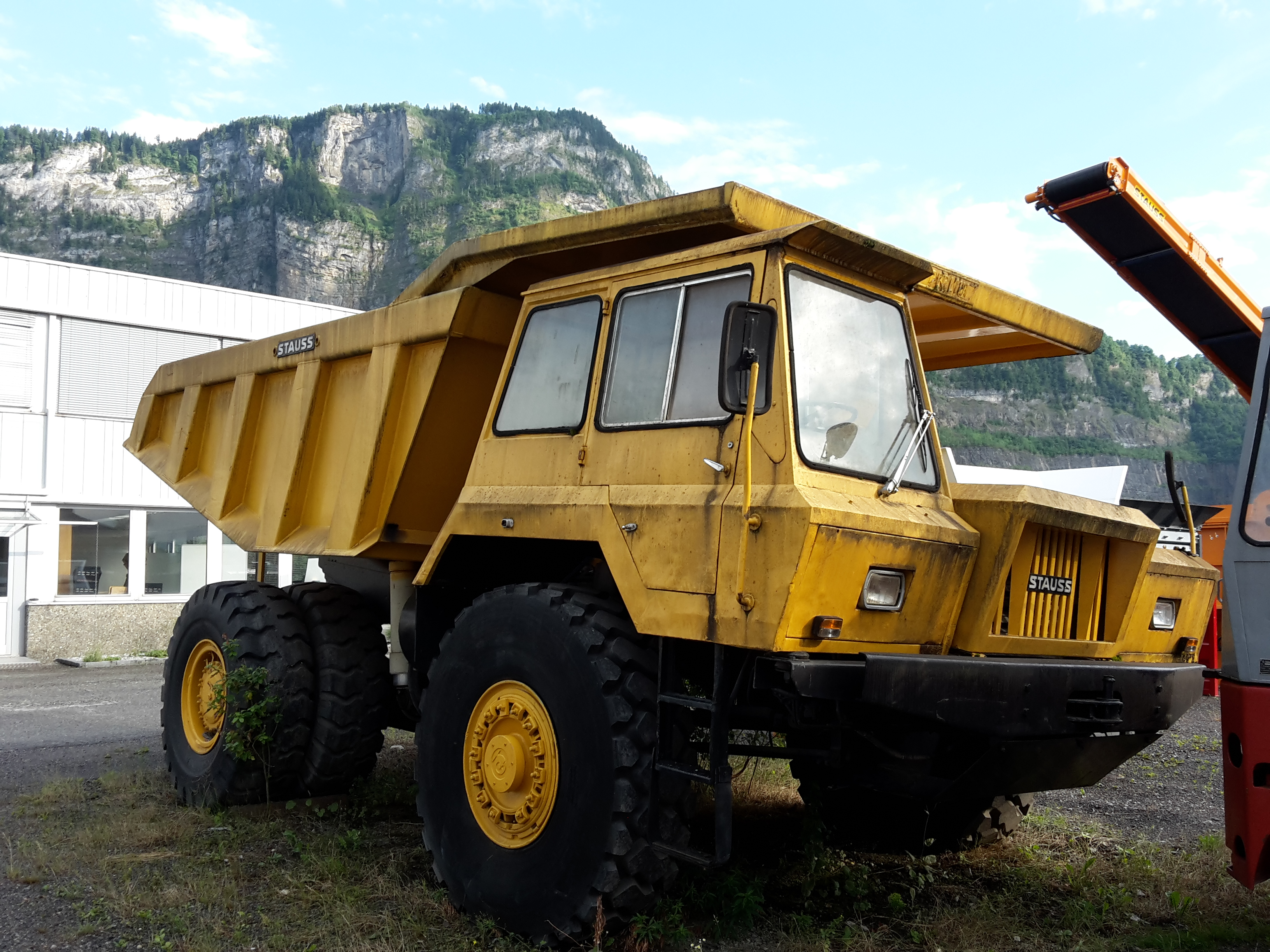
オーストリアの採掘場に留め置かれたペルリーニ製ダンパー

1970年には通算1,000台を達成。1973年には欧州向けの新工場がヴィチェンツァ県、ガンベッラーラに建設され、日産3台のペースで製造が行われている。
1977年にはペルリーニ・インターナショナルを設立。この年、公道走行も可能なホウルトラックであるモデル「131-33」を発表しており、この車両はベストセラーとなっている。
1980年代後半からモータースポーツに参戦しており、競技車両ペルリーニ105F「レッド・タイガー」を開発。1990年から1993年までダカール・ラリーに4回連続で出場し、全て優勝するなど輝かしい成績を収めている。
2016年4月、破産宣言を行い事業停止。2018年にペルリーニは競売に掛けられており、カンジャレオニ・グループ（Cangialeoni Group）が落札したことにより傘下入り。企業名を現在の「Industrie Macchine Perlini」に変更し製造を再開する。

## ダカール・ラリー
1980年代に下半身麻痺となりつつもダカール・ラリーへの参戦を模索していたスイス人F1ウィナーのクレイ・レガツォーニは、ペルリーニに競技へ参戦するよう働きかけを行った。ロベルトの息子マウリツィオ・ペルリーニはこの話に乗り、1987年にクロスカントリートラックの105F 4x4、通称『レッドタイガー』を製作した。ミッドシップに搭載するエンジンはGM製12.1リッターの2ストロークV型8気筒ディーゼルで、600馬力/1690Nmを発生。400mmのストローク量の油空圧式サスペンションと、3つのデファレンシャルギアを備えて四輪で駆動した。12.8トンの巨体ながら150km/hで砂漠を巡航し、迫力ある独特のエンジン音と豪快なクラクション音色も相まって豪快な走りで観客を魅了した。一説によると非公式でプジョー・405 T16 GRと同じ180km/h台を叩き出していたとされる。日立精機がスポンサーとして加わり、マシン側面に大きめのロゴが貼られていた。
建機メーカーであるペルリーニが造った105Fの型式認証は不明な点が多く、プロトタイプのような特殊な構造にもかかわらずシリーズ生産車として認められていた。同型式のトラックは競技で用いられたもの以外の存在が確認されていなかったため、タトラ擁するチェコのメディアは公認取得が公正なものだったかを疑問視していた。しかしライバルチームによる正式な抗議は行われなかったため、公認自体は公正であったとも考えられている。
レガツォーニは途中で心変わりして不参加となったが、代わりにマウリツィオの弟のフランチェスコ・ペルリーニがドライブすることとなった。1988年のダカールでデビューし、ミシュランのテストドライバーでアマチュアレーサーだったジャック・ウッサがトラック部門4位（車・トラック総合52位）を獲得した。1989年のファラオ・ラリーではウッサのドライブにより、ペルリーニはラリーレイド初勝利を飾った。
1989年のトラック部門不開催を経て、1990年からダカールで4年連続でトラック部門総合優勝を勝ち獲った。うち3回は1-2フィニッシュだった。
1991年大会はフランチェスコが600kmのステージで、チームのミスのせいで燃料が2L足りなかったが、尿を継ぎ足して走りきる場面があった。この大会でフランチェスコは終盤に優勝目前であったが、軽量化と宣伝のために最終ステージをスペアパーツ無しで最後の3日間を走り切ろうとしたのが仇となり、サスペンション破損で勝利を逃した。幸いこの年の優勝はウッサが拾ってフランチェスコの失態をカバーできたが、ウッサもリビア領内の第2ステージで日産・パトロールに衝突し、相手のナビ（フランソワ・ピッコ）を死亡させる事故を起こしている。
1992〜1993年とフランチェスコはリベンジを果たした。特に1993年は四輪・トラック総合順位でも10位となった。
1992年のパリ-モスクワ-北京ラリーにも参戦した。このラリーではウッサのマシンがロスマンズの青白カラーになっていたが、名前は「レッドタイガー」のままであった。地の利のあったカマズ勢を破りフランチェスコがトラック部門優勝、ウッサは15時間ものタイムペナルティを受けたが総合4位で完走した。
目的を達成してペルリーニは競技への参加を終了した。
1994年はフランスのプライベーターがペルリーニを運用し、マーヴィー組がタトラ、日野に次いで総合3位に入っている。またドライバーの一人には10年前にポルシェ・959でダカールを制したルネ・メッジもおり、彼は総合6位で終えている。
| 年   | カテゴリ | 車種名                 | ドライバー                                                                                | 最上位 | 最下位 |
| ---- | -------- | ---------------------- | ----------------------------------------------------------------------------------------- | ------ | ------ |
| 1990 | カミオン | Perlini 105F Red Tiger | ジョルジオ・ヴィラ（Giorgio Villa）/ デルフィーノ（Delfino） / ヴィナンテ（Vinante）      | 1º     | 16º    |
| 1990 | カミオン | Perlini 105F Red Tiger | ジャック・ウッサ（Jacques Houssat） /デュ・ソリュー（De Saulieu） / ボッターロ（Bottaro） | 2º     | 18º    |
| 1991 | カミオン | Perlini 105F Red Tiger | ジャック・ウッサ / デュ・ソリュー / ボッターロ                                            | 1º     | 19º    |
| 1992 | カミオン | Perlini 105F Red Tiger | フランチェスコ・ペルリーニ（Francesco Perlini） / アルビエーロ（Albiero） / ヴィナンテ    | 1º     | 16º    |
| 1992 | カミオン | Perlini 105F Red Tiger | ジャック・ウッサ / デュ・ソリュー / ボッターロ                                            | 2º     | 17º    |
| 1993 | カミオン | Perlini 105F Red Tiger | フランシスコ・ペリーニ / アルビエーロ / ヴィナンテ                                        | 1º     | 10º    |
| 1993 | カミオン | Perlini 105F Red Tiger | ジャック・ウッサ / デュ・ソリュー / ボッターロ                                            | 2º     | 11º    |

## 製品

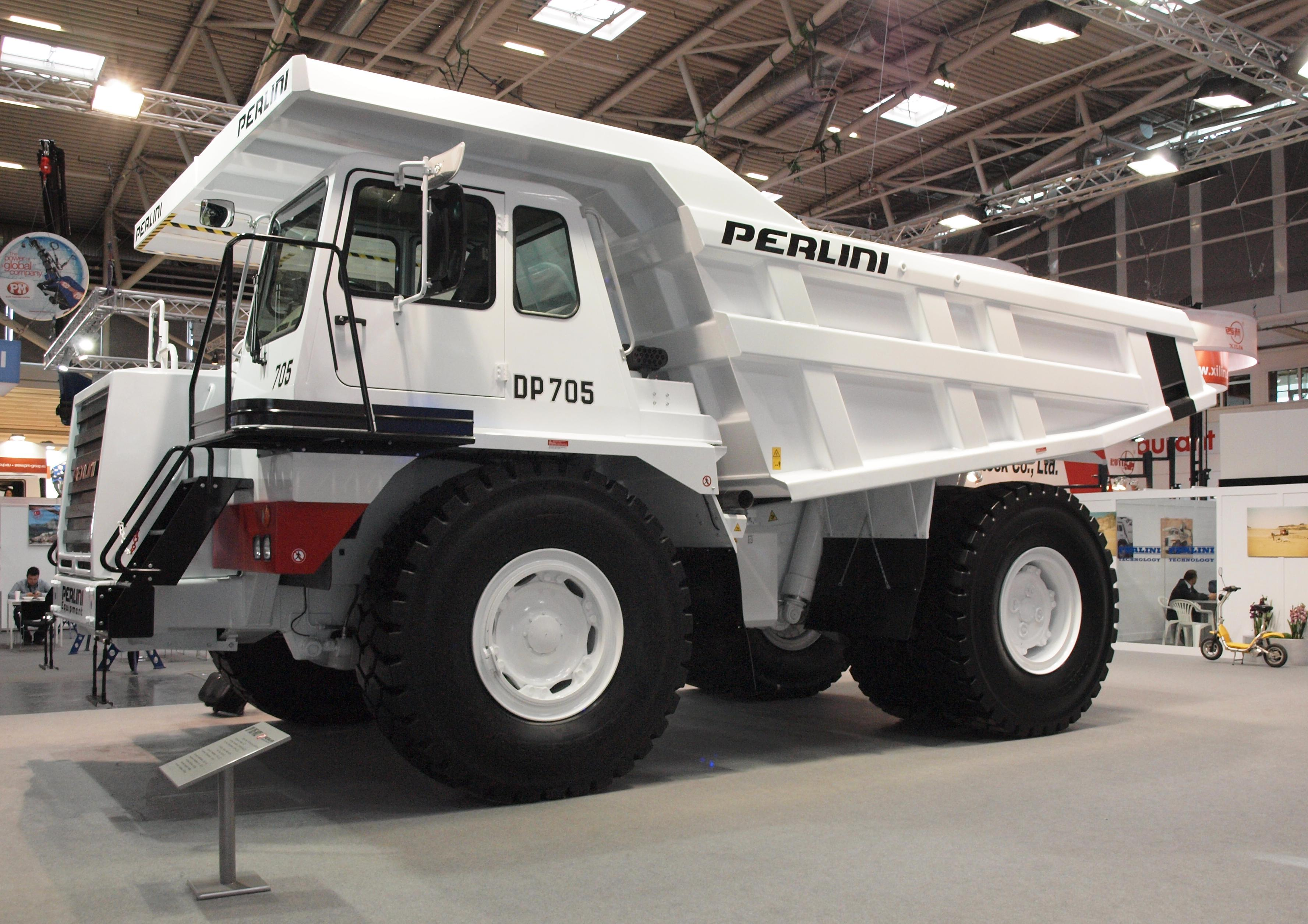
Dumper DP705WD2

### ダンパー[14]
- DP 405 WD
- DP 705 WD
- DP 905 WD